# Gnypeta
Gnypeta es un género de escarabajos.

## Especies
- Gnypeta abducens
- Gnypeta aczeli
- Gnypeta adalbertensis
- Gnypeta adunca
- Gnypeta aenescens
- Gnypeta aerea
- Gnypeta africana
- Gnypeta ainu
- Gnypeta alternans
- Gnypeta ambondrombensis
- Gnypeta andapensis
- Gnypeta angulicollis
- Gnypeta antennata
- Gnypeta aokii
- Gnypeta apicalis
- Gnypeta araucana
- Gnypeta argentina
- Gnypeta ashei
- Gnypeta atrolucens
- Gnypeta austeni
- Gnypeta baltifera
- Gnypeta basigaster
- Gnypeta basiventris
- Gnypeta beijingensis
- Gnypeta bockiana
- Gnypeta boliviana
- Gnypeta bolivianides
- Gnypeta bolmi
- Gnypeta borbonica
- Gnypeta brevicornis
- Gnypeta brincki
- Gnypeta bruneiorum
- Gnypeta brunnescens
- Gnypeta bucharica
- Gnypeta caerulea
- Gnypeta canadensis
- Gnypeta canaliculata
- Gnypeta carbonaria
- Gnypeta cavicollis
- Gnypeta ceylonensis
- Gnypeta chacoensis
- Gnypeta chibchaorum
- Gnypeta chinensis
- Gnypeta chubutana
- Gnypeta citrina
- Gnypeta coiffaiti
- Gnypeta congoana
- Gnypeta crebregranata
- Gnypeta crebrepunctata
- Gnypeta cribricauda
- Gnypeta curtipennis
- Gnypeta cyanea
- Gnypeta decorata
- Gnypeta densepunctata
- Gnypeta dentata
- Gnypeta dissimilis
- Gnypeta divisa
- Gnypeta elegans
- Gnypeta elsinorica
- Gnypeta etontii
- Gnypeta evansi
- Gnypeta experta
- Gnypeta floridana
- Gnypeta fragilis
- Gnypeta gabonensis
- Gnypeta gomyi
- Gnypeta gracilior
- Gnypeta groenlandica
- Gnypeta guineensis
- Gnypeta halmaherensis
- Gnypeta hauseri
- Gnypeta helenae
- Gnypeta immodesta
- Gnypeta impressiceps
- Gnypeta incrassata
- Gnypeta indigens
- Gnypeta inducta
- Gnypeta insulana
- Gnypeta janaki
- Gnypeta kashmirensis
- Gnypeta kinabaluensis
- Gnypeta klapperichi
- Gnypeta laevis
- Gnypeta laticollis
- Gnypeta leuthneri
- Gnypeta leviventris
- Gnypeta limatula
- Gnypeta linearis
- Gnypeta lohsei
- Gnypeta lucens
- Gnypeta lucidula
- Gnypeta luteicollis
- Gnypeta majuscula
- Gnypeta manitobae
- Gnypeta matura
- Gnypeta mavogisensis
- Gnypeta mexicana
- Gnypeta mindanaoensis
- Gnypeta minuta
- Gnypeta modesta
- Gnypeta modica
- Gnypeta mollis
- Gnypeta moluccana
- Gnypeta mongolica
- Gnypeta munda
- Gnypeta murraiensis
- Gnypeta namibiensis
- Gnypeta nigrella
- Gnypeta nigricans
- Gnypeta opaca
- Gnypeta osellai
- Gnypeta pagodarum
- Gnypeta palae
- Gnypeta pallidipes
- Gnypeta pannosa
- Gnypeta papuensis
- Gnypeta persimilis
- Gnypeta pimalis
- Gnypeta pulchricornis
- Gnypeta riparia
- Gnypeta ripicola
- Gnypeta robusta
- Gnypeta rougemonti
- Gnypeta rubrior
- Gnypeta ruffoi
- Gnypeta rugulosa
- Gnypeta sabangensis
- Gnypeta saccharina
- Gnypeta samchunensis
- Gnypeta sellmani
- Gnypeta sensilis
- Gnypeta shastana
- Gnypeta solomonensis
- Gnypeta sparsella
- Gnypeta transversa
- Gnypeta tronqueti
- Gnypeta uhligi
- Gnypeta unica
- Gnypeta usta
- Gnypeta uteana
- Gnypeta ventralis
- Gnypeta vohitrosensis
- Gnypeta wickhami
- Gnypeta yaoana
- Gnypeta yemenensis
- Gnypeta yingkouensis
- Gnypeta yunnanensis
- Gnypeta zerchei